# Université des Sciences et technologies agricoles du Cachemire Sher-e-Kashmir
L'université des Sciences et technologies agricoles du Cachemire Sher-e-Kashmir est une université agricole située à Srinagar dans l'État indien du Jammu-et-Cachemire. Avec son principal campus urbain à Shalimar dans la périphérie de Srinagar, l'université compte de nombreux campus, collèges, centres de recherche et de formation continue, dans les régions de la vallée du Cachemire et du Ladakh.